# Molophilus sicarius
Molophilus sicarius är en tvåvingeart. Molophilus sicarius ingår i släktet Molophilus och familjen småharkrankar.

## Underarter
Arten delas in i följande underarter:
- M. s. partitus
- M. s. sicarius